# SVパッシング
FCユニオルスOÖ（ドイツ語: FC Juniors OÖ）は、オーストリアの北部、オーバーエスターライヒ州のパッシング（英語版）（リンツの郊外）を本拠地としているサッカークラブである。正式クラブ名はASKÖパッシング (ASKÖ Pasching)。またスポンサーだった投資会社スーパーファンド (Superfund) がクラブ名に冠されており、クラブのロゴなどではFCスーパーファンド (FC Superfund) という表記も用いられていた。

## 歴史
1946年にATSVパッシング (ATSV Pasching) として発足後、1986年にはASKÖパッシングに改名。村の小さなサッカークラブであったが、強力なスポンサー（プルスシティー社、2003年からスーパーファンド社）に支えられ、1990年代後半より躍進を遂げた。2. ランデスリーガ（5部）から連続昇格を果たし、2002年にはついにオーストリア・ブンデスリーガにまで到達した。
その間、まだ下位リーグの時代にカップ戦でSKシュトゥルム・グラーツやFCヴァッカー・チロルを撃破するなど、既に旋風を巻き起こしていた。ブンデスリーガ昇格後も、欧州のUEFAインタートトカップでドイツのヴェルダー・ブレーメンを4-0で破り決勝まで進出するなど活躍は続き、ブンデスリーガでも上位に定着できるだけの地力を固めつつあった。
また、強力なスポンサーによる金銭的なサポートとクラブ運営が赤字にならないよう無駄な投資を避けるグラート会長の意向もあり、コンスタントに黒字を出す健全な経営をしていた。
しかし2007年の夏、グラート会長は膨大な人件費により破産申請したグラーツァーAKやSKシュトゥルム・グラーツ等に対してオーストリア・ブンデスリーガが政治的な背景から比較的甘い処置をした事に失望、「無茶なクラブ経営で破産したグラーツのチームに対しての処置は、全く借金をしない模範的な運営をしていた私達に対しての大いなる屈辱だ!」と発言。
特に降格処置がされなかったSKシュトゥルム・グラーツに激怒。「プロサッカーレベルでのクラブ経営はもううんざりだ!」と2006-07シーズン後、それまでSVパッシングが保持していたオーストリア・ブンデスリーガのライセンスをケルンテン州クラーゲンフルト市に新しく設立されたSKアウストリア・ケルンテンに譲った。
そのため、SVパッシングは自動的にオーストリア5部に降格、同クラブでそれまでプレーしていた選手達はLASKリンツやSKアウストリア・ケルンテン等に移籍した。
2007-08シーズンからはFCスーパーファンド・パッシング（現：FCパッシング）というクラブ名で、2. ランデスリーガから再スタートしている。

## タイトル

### 国内タイトル
- エアステリーガ（2部）: 1回
  - 2001-02
- レギオナルリーガ中部（3部）: 1回
  - 2000-01
- 1.ランデスリーガ（4部）:1回
  - 1997-98
- 2.ランデスリーガ（5部）: 1回
  - 1996-97

### 国際タイトル
なし

## 欧州の成績
| シーズン | 大会                 | ラウンド   | 対戦相手             | ホーム | アウェー | 合計 |
| -------- | -------------------- | ---------- | -------------------- | ------ | -------- | ---- |
| 2013-14  | UEFAヨーロッパリーグ | プレーオフ | エストリル・プライア | 1-2    | 0-2      | 1-4  |

## 過去の成績
| シーズン | リーグ                       | 順位 | 勝 | 分 | 敗 | 得点 | 失点 | 勝ち点 |
| -------- | ---------------------------- | ---- | -- | -- | -- | ---- | ---- | ------ |
| 2002-03  | オーストリア・ブンデスリーガ | 5位  | 13 | 10 | 13 | 41   | 37   | 49     |
| 2003-04  | オーストリア・ブンデスリーガ | 3位  | 17 | 12 | 7  | 59   | 41   | 63     |
| 2004-05  | オーストリア・ブンデスリーガ | 4位  | 17 | 9  | 10 | 53   | 48   | 60     |
| 2005-06  | オーストリア・ブンデスリーガ | 3位  | 16 | 10 | 10 | 43   | 32   | 58     |
| 2006-07  | オーストリア・ブンデスリーガ | 5位  | 14 | 10 | 12 | 47   | 41   | 52     |